# Constantion Bădescu
Constantion Bădescu (menționat în unele surse cu numele de Constantin Bădescu; n. 16 iulie 1892, Mihăești, România – d. 10 septembrie 1969, București, România) a fost un general român, care a luptat în cel de-al Doilea Război Mondial. 
- 1941 – 1942 Comandantul Regimentului 1 Infanterie
- 1942 – 1943 În rezervă
- 1943 - Retragere
- 1944 - Rechemat
- 1944 – 1945 Comandantul Brigăzii 11
- 12 ianuarie 1945 - 18 februarie 1945 - Comandantul Diviziei 11 Infanterie.
- 1947 - În retragere.

A fost decorat la 4 august 1945 cu Ordinul Militar „Mihai Viteazul” cu spade, cl. a III-a, „pentru energia, curajul și inițiativa de care a dat dovadă în conducerea unităților de pe întreg sectorul diviziei sale, remarcându-se în special în ziua de 2 Aprilie 1945, prin luarea cu asalt a puternicelor fortificații naturale dela cota 842 și 1.104, capturând un batalion maghiar, și desorganizând apărarea inamică din această zonă. Desvoltându-și atacul în zilele următoare, cucerește prin lupte grele înălțimile dela cotele 1.001, 1.109, 951 și 834, precum și localitățile: Spania-Dolina, Podcolnowka etc. Continuând atacul spre Nord, divizia sa a fost prima M.U., care a luat legătură cu frontul IV Ucrainean, la Ruzenberog, liberând astfel în întregime linia de rocadă a inamicului peste munții Tatra, în localitățile Banska-Bistrița și Ruzenberog”.

## Decorații
- Ordinul „Steaua României” în gradul de ofițer (8 iunie 1940)[2]
- Ordinul „Mihai Viteazul”, cl. a III-a cu spade (4 august 1945)[1]